# Dries De Pooter
Dries De Pooter (* 8. November 2002 in Geel) ist ein belgischer Radrennfahrer, der seit 2023 für das UCI-WorldTeam Intermarché-Wanty fährt.

## Karriere
De Pooter fuhr 2019/2020 für das Juniorenteam Acrog–Balen BC und gewann 2020 die belgische Junioren-Straßenmeisterschaft. 2021 startete er für die SEG Racing Academy (U23) und absolvierte ab 1. August 2021 sein erstes Stagiaire-Engagement beim damaligen WorldTeam Intermarché-Wanty-Gobert Matériaux.
Zur Saison 2022 wechselte De Pooter zum US-U23-Team Hagens Berman Axeon und gewann die 1. Etappe der Flanders Tomorrow Tour. Parallel fuhr er ab August 2022 erneut als Stagiaire bei Intermarché-Wanty-Gobert.
Seit 2023 gehört De Pooter dem WorldTeam Intermarché-Wanty fest an. Im Oktober 2024 gab das Team eine Vertragsverlängerung mit De Pooter bis Ende 2026 bekannt.<

## Fahrertyp und Ergebnisse
De Pooter gilt als vielseitiger Klassiker- und Helfer-Typ, der in Sprints kleiner Gruppen und welligem Terrain eingesetzt wird. Zu seinen frühen Resultaten zählen u. a. die Junioren-Meisterschaft 2020, Top-10-Platzierungen in U23-Wettbewerben sowie Etappenplatzierungen in WorldTour-Rennen seit 2023/24.

## Erfolge (Auswahl)
- 2020: 1. – Belgischer Meister Straße (Junioren)[12]
- 2022: 1. Etappe – Flanders Tomorrow Tour (U23)[13]